# Шкрбич, Ранко
Ранко Шкрбич (род. 1961, Баня-Лука, СФРЮ) — посол Боснии и Герцеговины в Сербии c 10 мая 2013 года по 25 марта 2015 года. С марта 2006 года по 13 марта 2013 года занимал пост министра здравоохранения и социальной защиты Республики Сербской. По национальности серб.

## Биография
Ранко Шкрбич родился в 1961 году в Баня-Луке. В этом городе окончил гимназию и медицинский факультет со средним баллом успеваемости 9. В Загребском университете в 1991 году получил магистерскую степень. Докторскую степень получил в 1994 году в Белградском университете. Затем год работал в Японии, от правительства которой получил специальную стипендию на исследования. Повышал квалификацию в Лондоне, Бристоле, Стокгольме и Барселоне. Преподаёт на медицинском факультете в Баня-Луке.
Женат, отец двоих детей.